# Гулин, Алексей Владимирович
Алексей Владимирович Гулин (26 марта 1942, Бузулук, Оренбургская область — 27 марта 2015, Москва) — советский и российский учёный-математик, профессор, заведующий кафедрой вычислительных методов факультета ВМК МГУ.

## Биография
В 1959 году окончил среднюю школу № 1 в Ряжске Рязанской области.
В 1964 году окончил механико-математический факультет МГУ по кафедре вычислительной математики, в 1967 году — аспирантуру там же. Получил направление в Институт кибернетики АН УССР и переехал в Киев. Работал в институте с 1968 по 1969 год, младший научный сотрудник.
В 1969 году защитил диссертацию на соискание учёной степени кандидат физико-математических наук, тема диссертации: «Об устойчивости многослойных разностных схем», научный руководитель А. А. Самарский.
В 1969 году перешёл в Институт прикладной математики АН СССР, младший научный сотрудник, с 1976 года — старший научный сотрудник.
С 1970 года преподавал в Московском государственном университете (до 1986 года — по совместительству). В 1980 году защитил докторскую диссертацию «Устойчивость несамосопряженных разностных схем», с 1986 года — профессор МГУ. В 2008 году возглавил кафедру вычислительных методов факультета вычислительной математики и кибернетики МГУ.

## Награды и звания
- Заслуженный профессор Московского университета (2001).
- Почётный работник высшего профессионального образования Российской Федерации (2005).

## Научные интересы
Работы связаны с исследованием численных методов решения задач математической физики и, в особенности, с теорией устойчивости разностных схем.
Получены решения крупных актуальных проблем теории численных методов, в частности, сформулированы критерии устойчивости несамосопряженных двуслойных и трехслойных разностных схем общего вида с приложениями к конкретным разностным задачам фильтрации, теплопроводности, газовой динамики, теории упругости.
Развита теория разностных схем с нелокальными граничными условиями. Получены необходимые и достаточные условия устойчивости по начальным данным.
Разработаны и теоретически обоснованы численные методы решения задач на собственные значения для дифференциальных уравнений, в том числе с нелинейным вхождением спектрального параметра. Решен ряд важных прикладных задач физики плазмы, распространения электронных пучков, теории оболочек.
Подготовил 11 кандидатов физико-математических наук.
Автор более 130 научных работ.